# نیروهای مسلح بولیوی
نیروهای مسلح بولیوی (انگلیسی: Armed Forces of Bolivia) مجموعه نیروهای مسلح بولیوی است، که در سال ۱۸۲۶ تأسیس شد.